# ATC-kod H05: Medel som reglerar kalciumomsättningen
ATC-kod H05: Medel som reglerar kalciumomsättningen är en del av klassificeringssystemet ATC (Anatomical Therapeutic Chemical Classification System) för läkemedel och vissa andra medicinska produkter. ATC utvecklas av WHO och består av alfanumeriska koder indelade i grupper utifrån anatomi, medicinsk funktion och läkemedelstyp på 5 olika kodnivåer. Denna sida utgör innehållet i en specifik grupp på nivå 2.

## H05AParatyroideahormoneroch analoger

### H05AA Paratyreoideahormoner och analoger
H05AA01 Paratyroideaextrakt
H05AA02 Teriparatid
H05AA03 Paratyroidhormon

## H05B Antiparatyreoideahormoner

### H05BAKalcitoninpreparat
H05BA01 Kalcitonin (lax, syntetiskt)
H05BA02 Kalcitonin (gris, naturligt)
H05BA03 Kalcitonin (humant, syntetiskt)
H05BA04 Elkatonin

### H05BX Övriga antiparatyreoideahormoner
H05BX01 Cinakalcet

### Engelska
- WHO Collaborating Centre for Drug Statistics Methodology - ATC Index
- WHO Collaborating Centre for Drug Statistics Methodology - ATCvet Index

### Svenska
- SIL online
- FASS.se - ATC
- FASS.se - Veterinär-ATC
- Sök läkemedelsfakta - Läkemedelsverket
- Socialstyrelsen : Klassifikationer
- Nationellt produktregister för läkemedel - NPL